# Fundació Kizito Mihigo per la Pau
La Fundació Kizito Mihigo per la Pau o també Fundació KMP, és un organització no governamental de Ruanda creada el 2010 pel músic de gòspel Kizito Mihigo. El principal objectiu de la fundació és promoure la pau i la reconciliació després del genocidi de 1994.

## Activitats
En 2011, en associació amb l'ambaixada dels Estats Units a Kigali, World Vision International i el govern de Ruanda, la Fundació KMP va començar una gira de concerts a les escoles i presons de Ruanda. A les escoles, l'objectiu era promoure l'educació juvenil sobre la pau i la reconciliació, així com l'establiment de clubs de pau. A les presons, l'objectiu del cantant era generar debats amb els interns sobre els crims comesos abans de crear els clubs de diàleg anomenats "clubs de transformació de conflictes."
Des de 2012, la Fundació KMP organitza el diàleg interreligiós. El debat entre líders religiosos es va emetre en la televisió nacional, tots els dimarts a les 22 pm, a través del programa "Umusanzu w'Umuhanzi" produït per la fundació.
En 2012, KMP va protestar contra la discriminació dels albins a Àfrica.

## Premis
L'agost de 2011, en nom de la Fundació KMP, Kizito Mihigo rep el premi CYRWA (Cerebrating Young Rwandan Archivers) atorgat per la Fundació Imbuto, organització de la primera dama de Ruanda, Jeannette Kagame.
A l'abril de 2013, la Junta de Govern de Ruanda reconeix la Fundació Kizito Mihigo per la Pau (KMP) entre les principals ONGs locals que han promogut el bon govern de Rwanda. En aquesta ocasió, la Fundació va rebre el premi "RGB" de 8.000.000 Rwf (francs ruandesos).

## Cessament d'activitats
KMP va tancar les portes l'abril de 2014, quan el músic Kizito Mihigo va ser arrestat per la Policia Nacional de Ruanda per sospita de delictes contra la seguretat de l'Estat.
El 27 de febrer de 2015, el cantant fou sentenciat a 10 anys de presó després de ser acusat de conspiració contra el govern del President Paul Kagame.
El jutge de l'Alt tribunal de Kigali ha estat més clement que el fiscal que havia demanat cadena perpètua per al cantant.